# Hassi Ben Abdellah
Hassi Ben Abdellah è un comune dell'Algeria, situato nella provincia di Ouargla.